# Hankerton
 (septembre 2023).
Hankerton est une paroisse civile et un village du Wiltshire, en Angleterre.